# Професионална гимназия по вътрешна архитектура и дървообработване
Професионална гимназия по вътрешна архитектура и дървообработване „Христо Ботев“ е наследник на Промишленото училище в град Пловдив, подготвило кадри за зараждащата се промишленост в града в началото на XX в.

## История
През 1902 г. Стефан Обрейков е избран за подпредседател на пловдивската Търговско-индустриална камара, а по-късно е и неин председател. По негова инициатива и с лично негови дарения са създадени Търговското и Промишленото училища в Пловдив и са построена техните сгради.
През 1907 г. към Пловдивската Търговско-индустриална камара се създава Столарско училище. Училището е настанено в сградата на закритото предишната година Централно гръцко училище. По късно училището е наречено Промишлено.
През 1931 г. се полага основният камък на нова сграда за училището по проект на архитектите Димитър Попов и Светослав Грозев. През 1933 г. училището е настанено в новата сграда. Благодарение на синът на Стефан Обрейков – Обрейко Обрейков през следващата година училището участва в първия „Пловдивски мострен панаир“, експониран в собствената му сграда. През 1936 г. училището печели златен медал на Международния Брюкселски панаир.
По времето на социализма училището е известно като Техникум по дървообработване, наричан жаргонно „Дървото“.

## Съвременно състояние
В училището се обучават специалисти по следните направления
- Мебелно производство
- Реставрация на стилни мебели и дограма
- Тапицерство и декораторство
- Интериорен дизайн

Кабинетите по специализирана подготовка и работилниците разполагат с необходимото оборудване и са снабдени с компютри свързани в локална мрежа. Училището разполага с компютърни зали свързани към Интернет.
Гимназията има добра спортна база – оборудван физкултурен салон със съоръжения за фитнес, тенис на маса, гимнастика. Разполага с волейболна площадка и футболно игрище. Училището има спортни постижения на градски и областни състезания. В училището съществуват различни клубове по интереси: фото-клуб, клуб млад журналист, клуб интернет и др.